# Szalatnak, Baranya
Szalatnak (în germană Salack) este un sat în districtul Komló, județul Baranya, Ungaria, având o populație de 346 de locuitori (2011).

## Demografie
Componența etnică a satului Szalatnak
     Maghiari (68,77%)
     Germani (23,51%)
     Romi (7,72%)
Componența confesională a satului Szalatnak
     Romano-catolici (45,95%)
     Reformați (4,91%)
     Fără religie (4,05%)
     Necunoscută (45,09%)
     Alte religii (0,87%)
Conform recensământului din 2011, satul Szalatnak avea 346 de locuitori. Din punct de vedere etnic, majoritatea locuitorilor (68,77%) erau maghiari, existând și minorități de germani (23,51%) și romi (7,72%). Nu există o religie majoritară, locuitorii fiind romano-catolici (45,95%), reformați (4,91%) și persoane fără religie (4,05%). Pentru 45,09% din locuitori nu este cunoscută apartenența confesională.